# Peugeot 203
Peugeot 203 — легковой автомобиль, производившийся французской компанией Peugeot в 1948—1960 годах. Является первым автомобилем Peugeot, выпущенным после Второй мировой войны. В период с 1949 по 1954 год была единственной моделью компании. Всего произведено 685 828 автомобилей.